# ГАЕС Qióngzhōng
ГАЕС Qióngzhōng (琼中抽水蓄能电站) — гідроакумулювальна електростанція на півдні Китаю у острівній провінції Хайнань. 
Нижній резервуар станції створили на річці Lítián, лівій притоці Нанду (впадає до Хайнанської протоки за півтора десятки кілометрів на схід від Хайкоу). Її перекрили кам’яно-накидною греблею із бетонним облицюванням висотою 54 метра, довжиною 347 метрів та шириною по гребеню 8 метрів, яка утримує водосховище з об'ємом 9 млн м3 (корисний об’єм 5,1 млн м3) та нормальним рівнем поверхні на позначці 253 метра НРМ. 
Верхній резервуар спорудили на висотах правобережжя за допомогою насипної споруди із асфальтобетонним ущільненням висотою 32 метра, довжиною 342 метра та шириною по гребеню 8 метрів. Вона утримує водосховище з об'ємом 9,3 млн м3 (корисний об’єм 5 млн м3) та коливанням рівня поверхні у операційному режимі між позначками 560 та 567 метрів НРМ.
Резервуари знаходяться на відстані 2 км один від одного. Розташований між ними підземний машинний зал обладнали трьома оборотними турбінами типу Френсіс потужністю по 200 МВт, які використовують напір у 308 метрів та мають проектну виробітку 1020 млн кВт-год електроенергії на рік.
Зв’язок з енергосистемою відбувається по ЛЕП, розрахованій на роботу під напругою 220 кВ.